# Félix Mensah Donkor
Félix Mensah Donkor (Acra, Ghana, 15 de abril de 1989) es un exfutbolista que jugó de centrocampista.

## Trayectoria
Félix Mensah se inició en el fútbol base con el Atarfe industrial, de donde pasó a formar parte a la cantera del Granada 74 CP cuando era aun benjamín, con el que pasó toda su juventud hasta llegar a edad senior y formar parte del equipo de tercera división, alternando entrenamientos con el segunda división, por aquel entonces Granada 74 SAD, que militó solo un año en la categoría de plata del fútbol español.
En 2007 atendió la llamada del combinado africano, donde llegó a formar parte del equipo que disputó la Meridian Cup 2007 (Barcelona), campeonato que se disputó contra el combinado europeo, en el que participaron futbolistas como Bojan Krkić.